# Ігл-Гарбор (Меріленд)
Ігл-Гарбор (англ. Eagle Harbor) — місто (англ. town) в США, в окрузі Графство принца Георга штату Меріленд. Населення — 67 осіб (2020).

## Географія
Ігл-Гарбор розташований за координатами 38°33′59″ пн. ш. 76°41′13″ зх. д. / 38.56639° пн. ш. 76.68694° зх. д. (38.566500, -76.686846).  За даними Бюро перепису населення США в 2010 році місто мало площу 0,30 км², уся площа — суходіл.

## Демографія
Згідно з переписом 2010 року, у місті мешкали 63 особи в 22 домогосподарствах у складі 16 родин. Густота населення становила 208 осіб/км².  Було 58 помешкань (191/км²).
Расовий склад населення:
| - 92,1 % — чорних або афроамериканців - 7,9 % — білих |

До двох чи більше рас належало 0,0 %. Частка іспаномовних становила 0,0 % від усіх жителів.
За віковим діапазоном населення розподілялося таким чином: 28,6 % — особи молодші 18 років, 55,5 % — особи у віці 18—64 років, 15,9 % — особи у віці 65 років та старші. Медіана віку мешканця становила 47,8 року. На 100 осіб жіночої статі у місті припадало 103,2 чоловіків;  на 100 жінок у віці від 18 років та старших — 87,5 чоловіків також старших 18 років.
За межею бідності перебувало 19,5 % осіб, у тому числі 33,3 % дітей у віці до 18 років та 0,0 % осіб у віці 65 років та старших.
Цивільне працевлаштоване населення становило 15 осіб. Основні галузі зайнятості: будівництво — 33,3 %, транспорт — 13,3 %, публічна адміністрація — 13,3 %.